# اندیماکا
اندیماکا (به لاتین: Andemaka) یک سکونتگاه مسکونی در ماداگاسکار است که در واتوواوی-فیتووینانی واقع شده‌است.

## خصوصیات
اندیماکا ۱۶٬۰۰۰ نفر جمعیت دارد و ۱۱ متر بالاتر از سطح دریا واقع شده‌است.